# Acacia ophiolithica
Acacia ophiolithica är en ärtväxtart som beskrevs av Richard Sumner Cowan och Bruce R. Maslin. Acacia ophiolithica ingår i släktet akacior, och familjen ärtväxter. Inga underarter finns listade i Catalogue of Life.